# سمی کان

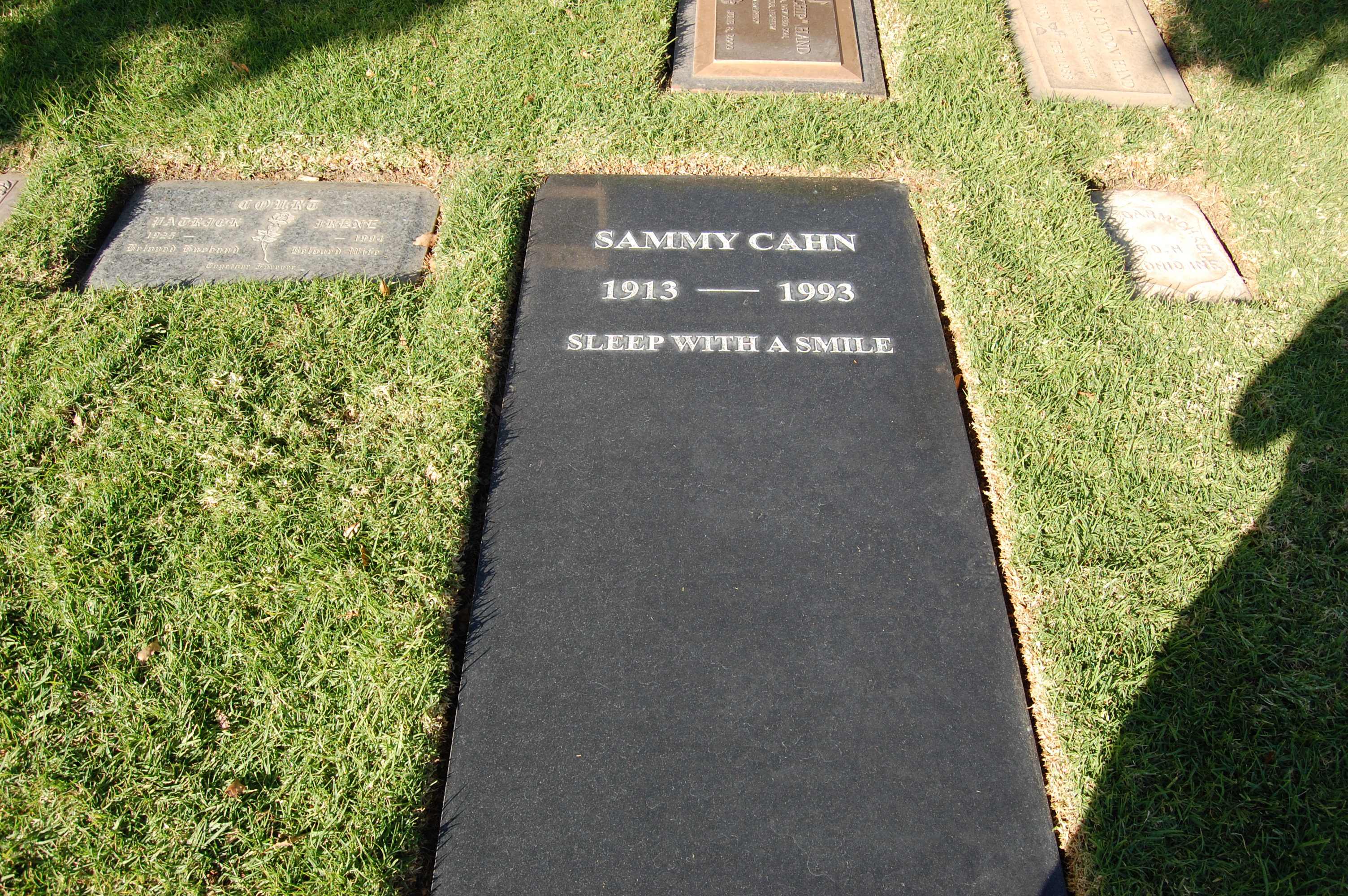

سمی کان (انگلیسی: Sammy Cahn؛ زاده ۱۸ ژوئن ۱۹۱۳ – درگذشته ۱۵ ژانویهٔ ۱۹۹۳) یک موسیقی‌دان و ترانه‌سرا اهل ایالات متحده آمریکا بود. وی ۲۶ بار نامزد دریافت جایزه اسکار بهترین ترانه شد که در ۴ بار آن موفق به کسب این جایزه شد.

## بخشی از فیلمشناسی
- متأهل... دارای بچه
- پیتر پن